# Journal Citation Reports
Pour les articles homonymes, voir JCR.
Le Journal Citation Reports, abrégé par le sigle JCR, est une publication annuelle de Clarivate, une entité formée par les fonds d’investissement Onex Corporation et Baring Private Equity Asia après le rachat de sa division « Intellectual Property & Science » à Thomson Reuters en 2016,. Le JCR fournit des informations bibliométriques sur plus de 11 000 revues scientifiques dans plus de 230 disciplines du domaine des sciences et des sciences sociales.
Il en existe deux éditions, l'une pour les revues de sciences exactes (JCR Science Edition), l'autre pour les revues de sciences sociales (JCR Social Sciences Edition). La première recense plus de 6 400 revues, la seconde plus de 1 800. Autrefois imprimées sur papier avec les tables détaillées sur microfiche, elles sont aujourd'hui disponibles sur le web (JCR on the Web) ou sur CD-ROM (JCR on CD-ROM).
Mi-2018, 11 655 revues sont suivies par JCR. John Tregoning, immunologiste de l'Imperial College London, dans un article d'opinion sur les avantages et les inconvénients des facteurs d'impact, rappelle que cette donnée et les métriques connexes sont utiles pour les chercheurs, par exemple pour choisir les revues auxquelles soumettre un projet de publication mais que ces chiffres et graphiques proviennent toujours de données fournies par les journaux eux-mêmes, et qu'ils « ne devraient donc pas être utilisés par les agences de subvention ou les employeurs pour porter des jugements sur les personnes qui publient dans ces revues ».

## Contenus et évolutions récentes (2018)
Pour chaque revue, les renseignements proposés incluent des informations bibliographiques basiques (telles que l'éditeur, le titre abrégé, le pays, la langue, l'ISSN) et la discipline traitée, ainsi que des données tirées du Science Citation Index (telles que le facteur d'impact) sur le volume de citations dont ont bénéficié les articles publiés par la revue.
Les facteurs d'impact sont un élément important de cotation réputationnelle pour les revues scientifiques car très utilisés par les milieux universitaires et d'autres (journalistes, chefs d'entreprises ou de laboratoires, chercheurs de tête, investisseurs...) comme référence du prestige et de la portée nationale ou internationale d'une revue.
Ils correspondent au nombre de citations des articles d'une revue divisé par le nombre d'articles publiés au cours d'une période de deux ans. Cette métrique fait cependant l'objet de nombreuses critiques, en particulier en raison du fait que les éditeurs pourraient par de nombreux biais et stratégies trop facilement augmenter le classement de leur journal. Les facteurs d'impact sont en outre parfois trompeurs. Par exemple : quelques articles ayant eu un grand succès (très cités) peuvent doper le facteur d'impact global d'une revue aux contenus par ailleurs éventuellement médiocres ou peu lus. De plus dans les domaines scientifiques complexes ou émergents, le nombre de citations n'est pas un indicateur de qualité.
En réponse à ces critiques depuis la version en ligne du 26 juin 2018, la page décrivant le facteur d'impact d'une revue inclut maintenant des fonctions nouvelles visant à donner une image plus juste (et donc plus nuancée et conceptualisée) de la contribution d'une revue à la communication scientifique :
- une courbe de distribution affichant le nombre total d'articles et d'autres articles publiés dans un journal par rapport au nombre de fois que chaque article a été cité. Le nombre médian de citations pour tous les articles de recherche et articles de revue de la revue est également identifié sur la courbe. En cela, Clarivate suit les recommandations d'un article de 2016 dans lequel Curry et ses collègues (dont Marcia McNutt, alors rédactrice scientifique en chef), appelaient les revues à publier ces types de graphiques de distribution pour offrir plus de transparence. Après la pré-publication de cet article (en 2016) quelques revues (dont le journal Nature et Proceedings of the National Academy of Sciences) avaient commencé à publier des  graphiques de distribution de citations telles que maintenant mis à disposition par Clarivate[3].
- des données sous-jacentes accessibles, permettant à titre d'exemple, de voir quels sont les titres des éléments les plus cités et, dans une liste séparée, les citations et les articles qui ont été pris en compte dans le calcul du facteur d'impact de la revue.
- un tableau de bord, offrant des informations résumées décrivant les citations d'un journal par type d'article. Il devient ainsi possible d'apprécier la part des articles de recherche par rapport aux articles de review[3].
- un graphique décrivant les fluctuations du facteur d'impact au cours des dernières années.
- des données (sommaires) sur les auteurs (de la revue) regroupés dans un tableau par pays et par institution. Ceci peut éclairer d'autres auteurs voulant présenter leurs manuscrits via des revues lues dans certaines grandes régions du monde[3].

## Gouvernance, financements
Cette revue est actuellement (2018) détenue par la firme privée Clarivate, dont le siège est basé à Philadelphie en Pennsylvanie mais qui dispose de bureaux secondaires aux États-Unis, au Royaume-Uni, au Japon et en Chine. 